# Макеев, Владимир Васильевич (полный кавалер ордена Славы)
Владимир Васильевич Макеев (1925—1986) — советский военный. В Рабоче-крестьянской Красной Армии и Советской Армии служил с 1943 по 1965 год. Участник Великой Отечественной войны. Полный кавалер ордена Славы. Воинское звание — майор.

## Биография

### До войны
Родился 20 апреля 1925 года в селе Булгаково Бузулукского уезда Самарской губернии РСФСР СССР (ныне село Бузулукского района Оренбургской области Российской Федерации) в крестьянской семье. Русский. Окончил 7 классов школы. До призыва на военную службу работал трактористом Державинской машинно-тракторной станции.

### На фронтах Великой Отечественной войны
В ряды Рабоче-крестьянской Красной Армии В. В. Макеев был призван Державинским районным военкоматом Чкаловской области в январе 1943 года. Прошёл краткий курс молодого бойца в запасном полку, получил воинскую специальность миномётчика, после чего был направлен в распоряжение штаба Сталинградского фронта. Однако на момент прибытия красноармейца Макеева в действующую армию бои в Сталинграде уже практически закончились. В городе больше нужны были сапёры, чем миномётчики, и Владимир Васильевич был зачислен в сапёрную команду, которая занималась разминированием городских объектов, сбором и утилизацией неразорвавшихся снарядов и авиабомб. Позднее ему пришлось освоить ещё и специальность связиста. На передовую В. В. Макеев попал только в августе 1943 года, когда его с пополнением направили на Южный (с 20 октября — 4-й Украинский) фронт. Владимир Васильевич принимал участие в освобождении Приазовья, ликвидации немецкого плацдарма на левом берегу Днепра в районе Херсона. Не позднее марта 1944 года он был зачислен сапёром в 51-й отдельный гвардейский сапёрный батальон 13-го гвардейского стрелкового корпуса, в составе которого сражался в Крыму, в том числе во время штурма Севастополя работал на переправах через реку Бельбек в районе одноимённого села.
Летом 1944 года 13-й гвардейский стрелковый корпус был переброшен на 1-й Прибалтийский фронт и принимал участие в операции «Багратион», в ходе которой освобождал северо-восточные районы Белорусской ССР и территорию Литовской ССР. В этот период личный состав 51-го отдельного гвардейского сапёрного батальона отличился при форсировании реки Дубисы, где обеспечил стремительное продвижение вперёд танковых соединений, и в боях под Шяуляем, где способствовал отражению контрудара противника. В ходе Мемельской операции младший сержант В. В. Макеев действовал в составе танкового десанта, который обеспечивал инженерное сопровождение частей 1-го танкового корпуса и способствовал их выходу на рубеж реки Неман. В декабре 1944 года 13-й гвардейский стрелковый корпус был переподчинён 3-му Белорусскому фронту, в составе которого начал подготовку к Восточно-Прусской операции. Командир сапёрного отделения младший сержант В. В. Макеев особенно отличился в боях в Восточной Пруссии.

### Орден Славы III степени
В рамках Инстербургско-Кёнигсбергской операции частям 13-го гвардейского стрелкового корпуса предстояло в составе 2-й гвардейской армии прорвать сильно укреплённую, насыщенную ДЗОТами и железобетонными ДОТами, усиленную противотанковыми надолбами, минными полями и проволочными заграждениями долговременную оборонительную линию противника к юго-востоку от Гумбиннена. Добиться успеха на этом направлении советским войскам можно было только в результате стремительности и внезапности атаки. В планах наступления большая роль отводилась сапёрам, которые должны были обеспечить быстрое преодоление инженерных заграждений противника стрелковыми подразделениями. В ночь с 13 на 14 января 1945 года 51-й отдельный гвардейский сапёрный батальон гвардии майора Н. К. Орешкина выдвинулся на исходные позиции в районе населённых пунктов Жургупхен и Нештанкемен. Немцы, словно предчувствуя скорое наступление советских войск, уже несколько ночей подряд вели особенно сильный артиллерийский и миномётно-пулемётный огонь по разграничительной полосе. Когда после полуночи интенсивность обстрела несколько снизилась, отделение младшего сержанта В. В. Макеева в составе своего сапёрного взвода быстро выдвинулось к переднему краю врага. Работая быстро и слаженно, сапёры Макеева во главе со своим командиром обследовали миноискателями значительную территорию и извлекли из земли более 14 минно-взрывных устройств, проделав широкий проход через минное поле к немецким траншеям. Когда началась атака, по этому проходу стрелковые подразделения без потерь достигли немецких укреплений и быстро выбили немцев из первой линии траншей. Когда противник предпринял контратаку, сапёры активным минированием опасных направлений способствовали закреплению достигнутых рубежей.
Отразив контратаку противника, части корпуса продолжили наступление общим направлением на Даркемен. Отделение младшего сержанта В. В. Макеева в составе сапёрного взвода младшего лейтенанта А. И. Пешина действовало десантом на танках 153-й танковой бригады. Обеспечивая продвижение тридцатьчетвёрок на запад, Владимир Васильевич со своими бойцами неоднократно под огнём врага снимал мины на пути следования бронетехники. 19 января при выходе на рубеж реки Ангерапп в бою за населённый пункт Гирнен, когда был тяжело ранен командир взвода, младший сержант Макеев принял командование взводом на себя. Во время взятия опорного пункта немцев Владимир Васильевич умело командовал подразделением. Когда же противник попытался отбить Гирнен, он грамотно организовал оборону и отразил контратаку. За образцовое выполнение боевых заданий командования приказом от 26 января 1945 года младший сержант В. В. Макеев был награждён орденом Славы 3-й степени (№ 189887), а два дня спустя ему вручили медаль «За отвагу».

### Орден Славы 2-й степени
В двадцатых числах января 1945 года 13-й гвардейский стрелковый корпус генерал-лейтенанта А. И. Лопатина был передан в состав 39-й армии, успешно наступавшей северо-западнее Кёнигсберга. Введённые в бой 27 января, части корпуса сходу прорвали немецкую оборону в районе Зидлунга, и овладев стратегически важным населённым пунктом Метгетен, вышли на побережье залива Фришес Хафф, тем самым отрезав Кёнигсберг от главной базы снабжения — порта Пиллау. Однако в связи с сокращением протяжённости линии фронта и переброской по косе Курише Нерунг крупной группировки немецких войск из Мемеля соотношение сил на Земландском полуострове резко изменилось. Мощными контрударами немецкое командование не только сумело остановить дальнейшее продвижение советских войск, но и приступило к разработке наступательной операции по деблокаде Кёнигсберга. Уже 6 февраля сапёрный батальон гвардии майора Н. К. Орешкина, занимавшийся укреплением оборонительных рубежей западнее Метгетена, вынужден был вступить в бой с контратакующими частями противника. Ведя активную оборону, в течение 6 дней сапёры выбили немецкий отряд из лесного массива Коббельбуде Форст, и заняв выгодные рубежи, отразили 6 контратак неприятеля, истребив при этом свыше 150 вражеских солдат и офицеров. Но это была только первая проба сил. 19 февраля началось немецкое наступление, получившее кодовое название «Западный ветер». Немецким войскам удалось отбросить части 39-й армии на северо-восток. Пытаясь остановить дальнейшее продвижение противника на своём участке, сапёры 51-го отдельного гвардейского сапёрного батальона, в том числе и отделение младшего сержанта В. В. Макеева, активно минировали свой передний край. 25 февраля в бою за населённый пункт Кобиайтен Владимир Васильевич был ранен, но остался в строю.
К исходу февраля немецкие войска прорвали советскую оборону под Кобиайтеном и заняли стратегически важную высоту 111,4 к востоку от Дальвенена, которая господствовала над всей окружающей местностью. Дальнейшее продвижение частей противника с выходом на шоссе Фухсберг-Куменен грозило окружением нескольким дивизиям корпуса. Важно было не дать возможности немцам закрепиться на высоте. Все резервы корпуса уже были введены в бой, и задача вернуть утраченные позиции была поставлена перед бойцами 51-го отдельного гвардейского сапёрного батальона. 1 марта 1945 года во время штурма высоты отделение младшего сержанта В. В. Макеева под яростным огнём противника первым достигло немецких позиций. В ожесточённой рукопашной схватке в немецких траншеях Владимир Васильевич уничтожил 6 вражеских солдат и пулемётную точку. Обратив немцев в бегство, он со своими бойцами продолжал преследование врага до полного овладения батальоном высотой 111,4. Замыслы неприятеля были сорваны, а дальнейшее его продвижение остановлено. За доблесть и мужество, проявленные при отражении немецкого контрнаступления на Земландском полуострове приказом от 12 марта 1945 года В. В. Макеев был награждён орденом Славы 2-й степени (№ 1724).

### Орден Славы I степени
Ещё в феврале 1945 года по тактическим соображениям 13-й гвардейский стрелковый корпус был переподчинён 43-й армии, в составе которой после отражения контрнаступления врага начал подготовку к решающему штурму Кёнигсберга. В ходе операции по овладению столицей Восточной Пруссии, начавшейся 6 апреля 1945 года, основные силы корпуса генерал-лейтенанта А. И. Лопатина вели наступление из района Фухсберга в направлении предместий Кёнигсберга посёлков Иудиттен и Амалиенау. Сапёрное отделение младшего сержанта В. В. Макеева действовало в составе штурмовой группы, обеспечивая её продвижение через инженерные заграждения противника. 6 апреля непосредственно перед штурмом первой линии немецкой обороны Владимир Васильевич со своими бойцами под огнём противника проделал проход в минном поле, благодаря чему штурмовая группа смогла вклиниться в оборонительные порядки немцев и занять выгодные рубежи. Противник тут же попытался отбросить советских бойцов на исходные позиции, но их контратака была отбита с большим уроном. При отражении натиска немцев младший сержант Макеев лично истребил 16 немецких солдат и одного офицера. Продолжая ломать сопротивление противника, советские бойцы вышли на северный берег канала Ланд-Грабен — последней естественной преграды на пути к Кёнигсбергу, который представлял собой канаву шириной до 5 метров. В ночь на 7 апреля группа сапёров и пехотинцев переправилась через него в районе кирпичного завода. Южный берег канала оказался заминированным, но Владимир Васильевич быстро проделал проход через минное поле, сняв при этом 25 минно-взрывных устройств, а также проделал брешь в проволочном заграждении противника. С рассветом советские бойцы пошли в атаку, но почти сразу были остановлены шквальным огнём немецкого ДЗОТа. Все подходы к огневой точке хорошо просматривались, и приблизиться к ней незаметно было крайне трудно. Тогда Макеев предложил автоматчикам открыть сосредоточенный огонь по амбразуре ДЗОТа, и создавая видимость флангового охвата, тем самым отвлечь на себя всё внимание вражеских пулемётчиков. Пока пехотинцы вели перестрелку с засевшими в укреплении немцами, Владимир Васильевич вооружился гранатами и обошёл ДЗОТ с противоположного фланга. Ворвавшись через узкий проход в опорный пункт противника, он гранатами заставил замолчать вражеский пулемёт, а выскочившего наружу единственного уцелевшего немецкого майора взял в плен. К полудню 7 апреля основные силы 13-го гвардейского стрелкового корпуса преодолели Ланд-Грабен на всём протяжении и глубоко вклинились в оборону немцев. 8 апреля Владимир Васильевич принимал участие в уличных боях в Амалиенау. Всего за период с 6 по 7 апреля сапёры 51-го отдельного гвардейского сапёрного батальона, обеспечивая продвижение основных сил корпуса через инженерные заграждения противника, взяли штурмом 5 ДЗОТов, 2 железобетонных ДОТа и один форт на внешнем обводе Кёнигсберга к северо-западу от города на отметке 36,0, а также захватили артиллерийские позиции немцев с 15 тяжёлыми орудиями. За отличие при штурме Кёнигсберга 14 апреля 1945 года командир батальона гвардии майор Н. К. Орешкин представил младшего сержанта В. В. Макеева к ордену Славы 1-й степени. Высокая награда за номером 655 была присвоена Владимиру Васильевичу указом Президиума Верховного Совета СССР от 19 апреля 1945 года.

### После войны
После окончания Великой Отечественной войны В. В. Макеев продолжил службу в армии. В 1951 году окончил курсы по подготовке офицеров при Высшей офицерской инженерной школе, после чего служил в одной из строевых частей в должности помощника полкового инженера. С 1965 года майор В. В. Макеев в запасе. После увольнения из армии жил в городе Оренбурге.
Умер 11 июля 1986 года. Похоронен на кладбищенском комплексе «Степной-1».

## Награды
- Орден Отечественной войны 1-й степени (06.04.1985)[21].
- Орден Славы 1-й степени (19.04.1945)[20].
- Орден Славы 2-й степени (12.03.1945)[6].
- Орден Славы 3-й степени (26.01.1945)[12].
- Медали, в том числе:

медаль «За отвагу» — дважды (?; 28.01.1945);
медаль «За боевые заслуги»;
медаль «За победу над Германией в Великой Отечественной войне 1941-1945 гг.»;
медаль «За взятие Кёнигсберга».

## Память
Имя В. В. Макеева увековечено на памятнике «Память в граните» мемориального комплекса «Вечный огонь» в городе Бузулуке Оренбургской области.

## Документы
- Общедоступный электронный банк документов «Подвиг Народа в Великой Отечественной войне 1941—1945 гг.» Дата обращения: 14 января 2016. Архивировано 13 марта 2012 года.

Орден Отечественной войны 1-й степени.
Представление к ордену Славы 1-й степени.
Указ Президиума Верховного Совета СССР от 19 апреля 1945 года.
Орден Славы 2-й степени.
Орден Славы 3-й степени.
Медаль «За отвагу» (28.01.1945).